# Monopoli
Monopoli is stad en gemeente in de Italiaanse regio Apulië, in de provincie Bari. Monopoli telt 49.734 inwoners (31-12-2004). De oppervlakte bedraagt 156,4 km², de bevolkingsdichtheid is 318 inwoners per km². De volgende frazioni maken deel uit van de gemeente: Assunta, Macchia di Monte, Zingarello, Impalata, Cozzana, Gravina, Gorgofreddo, Lamalunga, S.Lucia, Antonelli.
De stad is van Griekse oorsprong en bood onderdak aan de inwoners van het nabijgelegen Egnatia toen die nederzetting eind zesde eeuw na Chr. een eerste maal verwoest werd door de Gotenkoning Totila.
De stad ligt aan de rotskust ten zuiden van de stad Bari. De 12e-eeuwse kathedraal is het belangrijkste bouwwerk in het compacte oude centrum. Het interieur van de kerk is opgesierd met werk van de Apulische schilder Palma il Giovane. Het Castello dat gebouwd is in opdracht van keizer Karel V is open voor bezichtiging.
Rond Monopoli liggen enkele van de schaarse zandstranden aan dit deel van de Adriatische kust.

## Foto's

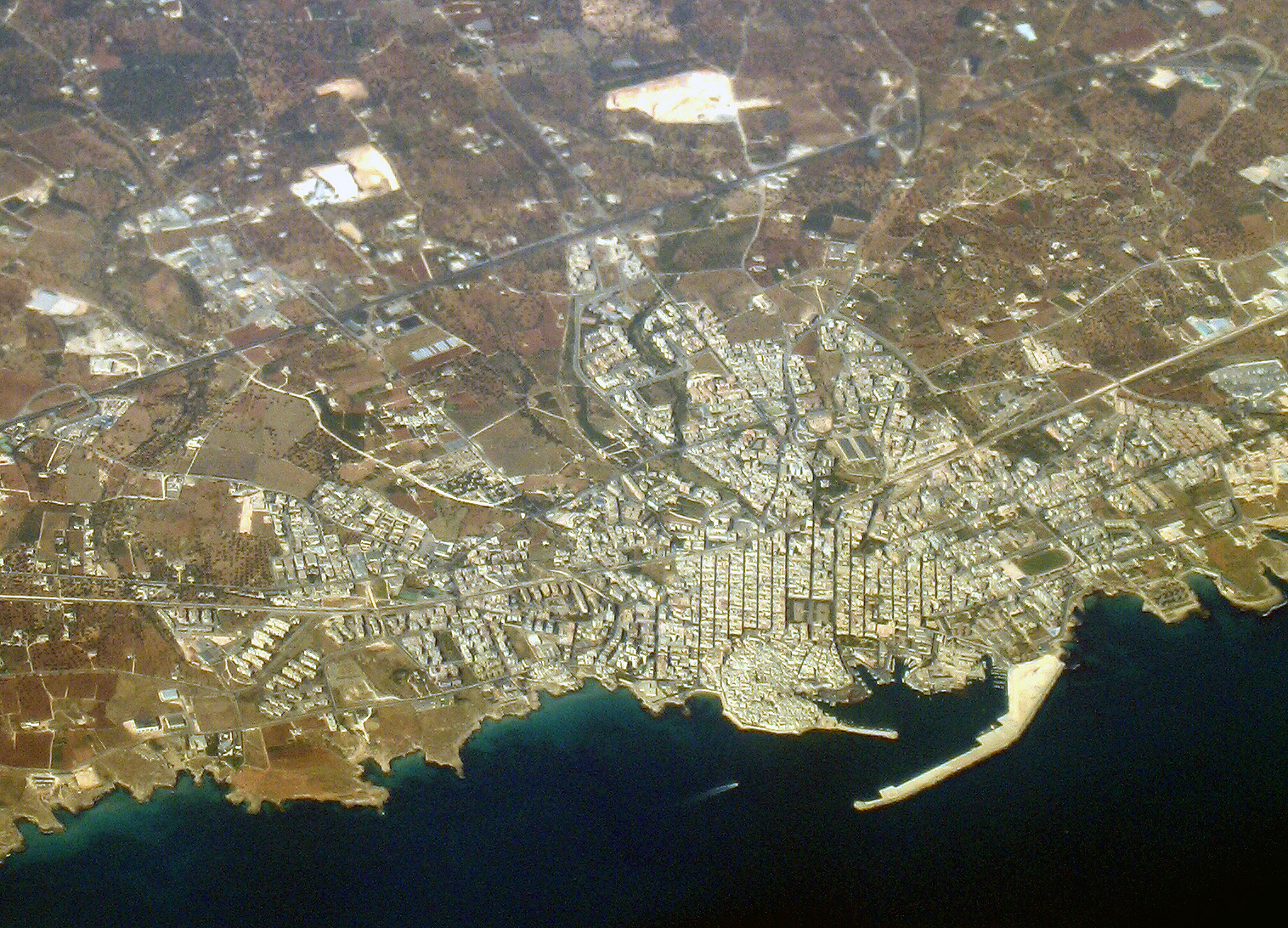
Monopoli vanuit de lucht

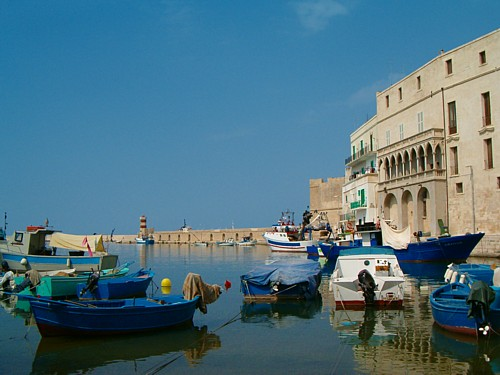
Haven van Monopoli

## Demografie
Monopoli telt ongeveer 16878 huishoudens. Het aantal inwoners was in de periode 1991-2001 min of meer stabiel (volgens de tienjaarlijkse volkstellingen van ISTAT), maar is de afgelopen jaren toegenomen.
| Jaar | Inwoneraantal |
| ---- | ------------- |
| 1991 | 46.733        |
| 2001 | 46.708        |
| 2004 | 49.734        |

## Sport
In 2003 werd het WK veldrijden in Monopoli georganiseerd.

## Geboren
- Gabriele Pépe (1899-1971), historicus en hoogleraar aan de universiteit van Bari
- Franca Raimondi (1932-1988), zanger
- Giandomenico Mesto (1982), voetballer